# Maurice Descotes
Maurice Descotes, né le 23 avril 1923 à Lyon et mort le 2 septembre 2000 à Pau, était un romaniste spécialisé en littérature et romancier français. Il fut le premier président puis le président honoraire de l’université de Pau et des pays de l'Adour.

## Biographie
Après avoir été reçu au concours de l’agrégation de lettres modernes, Maurice Descotes enseigne à l’Institut français d’Innsbruck (1945-1948), puis à l’université de Mayence (1948-1957).
En 1955, il complète son habilitation en soutenant une thèse intitulée Le Drame romantique et ses grands créateurs (1827-1839) à la faculté des lettres de Paris, ainsi qu’une « thèse complémentaire » en lettres consacrée à L’Acteur Joanny et son journal inédit.
De 1957 à 1962, il enseigne la langue et la littérature françaises à Athènes. Il devient ensuite conseiller culturel près les ambassades de France à Rio de Janeiro (1962-1965) puis à  Rabat (1965-1967). 
Il a également été professeur de littérature française à l’Université de Pau et des pays de l'Adour, dont il a été le premier président de 1970 à 1973.
Il est ensuite conseiller culturel près l'ambassade de France à Bonn  (1973-1981) puis directeur du département des lettres à l'Université de Pau.
Ses obsèques eurent lieu le mardi 5 septembre 2000, en l’église Sainte-Bernadette de Pau.

## Distinctions
- Officier de la Légion d'honneur[4]
- Officier de l'ordre national du Mérite[4]
- Commandeur de l'ordre des Palmes académiques[4]
- Officier de l'ordre national de la Croix du Sud (Brésil)
- Officier de l'ordre Pour le Mérite (République fédérale d'Allemagne)